# Stenus biguttatus
Stenus biguttatus es una especie de escarabajo del género Stenus, familia Staphylinidae. Fue descrita científicamente por Linnaeus en 1758.
Habita en Suecia, Noruega, Finlandia, Reino Unido, Austria, Países Bajos, Francia, Estonia, Rusia, Alemania, Rumania, Ucrania, Bélgica, Japón, Luxemburgo, Polonia, Bielorrusia, Suiza, Dinamarca, Hungría, Italia, Lituania y los Estados Unidos.